# Zapora Shasta

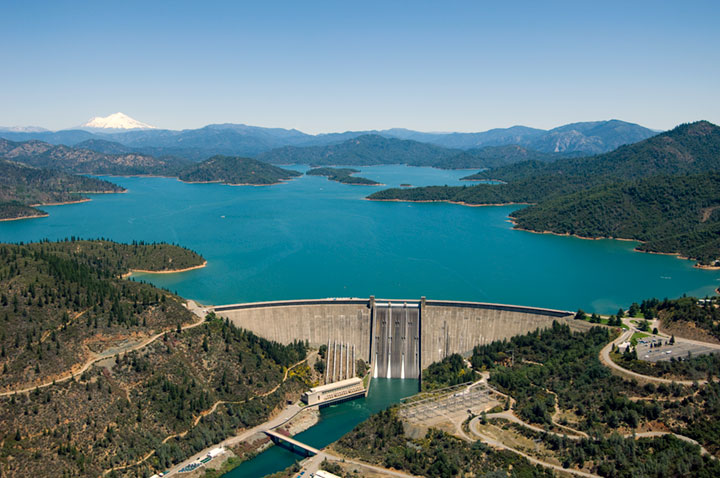
Widok zapory z lotu ptaka z prawie pełnym zbiornikiem

Zapora Shasta (przed ukończeniem budowy określana także jako Zapora Kennett) – zapora i elektrownia wodna na rzece Sacramento w północnej części stanu Kalifornia (Dolina Sacramento) w USA. Podstawowym celem powstania zapory stało się gromadzenie wody pitnej, ochrona przeciwpowodziowa okolicznych obszarów, oraz produkcja energii elektrycznej. Zapora jest ósmym najwyższym obiektem tego rodzaju w Stanach Zjednoczonych (183 m wysokości). Powstałe w wyniku spiętrzenia wód zapory Jezioro Shasta jest największym sztucznym rezerwuarem wodnym w Kalifornii.   
Pierwsze plany utworzenia zapory datować należy na drugą połowę XIX stulecia. Budowa zapory przewidziana została już w 1919 roku w związku z częstymi powodziami i suszami nawiedzającymi  ten najistotniejszy pod względem rolniczym obszar Kalifornii (Central Valley). Konstrukcja zapory rozpoczęta została w 1937, a ukończona w 1945 roku (26 miesięcy przed planowanym terminem). W chwili ukończenia była drugą najwyższą zaporą w Stanach Zjednoczonych i modelowym przykładem nowoczesnych rozwiązań hydrotechnicznych. Jeszcze przed właściwym oddaniem obiektu do użytku należąca do kompleksu zapory elektrownia pełniła istotną funkcję gospodarczą, dostarczając energię kalifornijskim fabrykom w okresie wojny. 
Całkowita długość zapory wynosi 1050 metrów, a jej wysokość 183 metry. Pojemność powstałego w wyniku spiętrzenia zapory sztucznego rezerwuaru wodnego (Jezioro Shasta) wynosi 4 790 000 m³. W ramach kompleksu funkcjonuje elektrownia wodna o całkowitej mocy 633 MW. Składa się ona z 5 turbin wodnych (2 × 125 MW i 3 × 142 MW).   
Zbiornik zaporowy został zlokalizowany na obszarach wyludniającego się miasteczka górniczego Kennett. Decyzja o utworzeniu zapory była zatem ściśle związana z wywołaną zmianami ekonomicznymi i kryzysem gospodarczym lat trzydziestych depopulacją okolicznych obszarów. Rezultatem decyzji o utworzeniu zapory stała się przymusowa migracja kilkuset dotychczasowych mieszkańców na inne obszary.